# Colonia Emancipación, Zacatecas
Colonia Emancipación är en ort i Mexiko.   Den ligger i kommunen Fresnillo och delstaten Zacatecas, i den centrala delen av landet, 600 km nordväst om huvudstaden Mexico City. Colonia Emancipación ligger 2 063 meter över havet och antalet invånare är 468.
Terrängen runt Colonia Emancipación är huvudsakligen platt, men västerut är den kuperad. Runt Colonia Emancipación är det ganska glesbefolkat, med 38 invånare per kvadratkilometer. Närmaste större samhälle är Fresnillo, 19,6 km öster om Colonia Emancipación. Trakten runt Colonia Emancipación består till största delen av jordbruksmark.